# Святе сімейство (Шонгауер)
«Святе́ сіме́йство» (нім. Heilige Familie) — картина німецького живописця Мартіна Шонгауера (1450/53—1491). Створена приблизно між 1480 і 1490 роками. Зберігається у Музеї історії мистецтв, Відень (інв. №GG 843). 
Шонгауер у другій половині 15 століття працював в м. Кольмар (Ельзас), де він познайомився із фламандським мистецтвом, та подорожуючи, із творами таких художників як Рогір ван дер Вейден, Дірк Баутс, Гуго ван дер Гус. Цей досвід привів художника до зображення рафінованої перспективи, а також до ретельної передачі деталей, як наприклад, книги на колінах Діви Марії, кошика із виноградом, символом вина євхаристії (тобто крові Ісуса), відчуженої ніжності Марії та Йосифа. Художник майстерно трактує найдрібніші деталі чітких і ясних ліній одягу Марії, фігур немовляти та Йосифа. 
У «Святому сімействі», не дивлячись на всію залежність цієї картини від експресивних форм Рогіра ван дер Вейдена, тепле світло, глибокий та сяючий колорт, який дає тінь, взаємопроникливі лінії складок і детально промальований набір «графічних» форм дали початок цілком індивідуальній, довірчій, комфортній атмосфері, яка повністю відрізняється від свого прикладу.
До 1865 року картина перебувала у колекції Йозефа Даніеля Бема у Відні; того ж року була викуплена для імператорської колекції. 